# Barraca de pescador (Amposta)
Barraca de pescador és una construcció popular del municipi d'Amposta inclosa en l'Inventari del Patrimoni Arquitectònic de Catalunya.

## Descripció
Estructura aïllada de planta rectangular (6,40 x 2,65m.), amb una alçada de 2m., situat al principi de la platja del Trabucador.
Les parets estan fetes amb canyes transversals recolzades sobre puntals de fusta, revestides amb fang i emblanquinades; amb porta lateral -situada al sud/sud-est com a mesura de protecció contra el vent de Tramuntana-, gairebé centrada, de fusta (60 x 1,60m.) en direcció sud, situada a la paret i al sostre. Aquest darrer està fet, amb carena reforçada, de canya, barro i emblanquinat. Té dues vessants i visera.
La xemeneia, que té una orientació sud-est, està adossada a un dels frontals, amb una alçada de 2,28m., feta amb fang i llaunes reaprofitades i emblanquinades.
S'emblanquinaven totes per a protegir-les de l'acció de la sal. A més a la brossa també se li donava una orientació per conservar-la més.

## Història
Aquest tipus de barraques no són d'habitatge, sinó només emprades a l'època de pesca. La vida es feia a l'exterior i tan sols s'utilitzava per a dormir.
A més dels pescadors d'ofici, a l'hivern, els pagesos sense feina a la ribera, també practicaven la pesca.
A les Cartes marineres del segle passat s'esmenten barraques ubicades a tota la línia de costa i a les basses de l'interior.